# سفارة الصين في صربيا
سفارة الصين في صربيا هي أرفع تمثيل دبلوماسي لدولة الصين لدى صربيا. تقع السفارة في بلغراد وهي تهدف لتعزيز المصالح الصينية في صربيا.

## وصلات خارجية
- الموقع الرسمي
- قائمة سفارات الصين
- قائمة السفارات في صربيا